# Mesostenus terani
Mesostenus terani är en stekelart som beskrevs av Porter 1973. Mesostenus terani ingår i släktet Mesostenus och familjen brokparasitsteklar. Inga underarter finns listade i Catalogue of Life.